# Hla Myint Swe (umělec)
Hla Myint Swe (* 1948, Bhamo, Kačjinský stát, Myanmar) je myanmarský umělec, fotograf a spisovatel. Navštěvoval Akademii obranných služeb v Pyin Oo Lwin a po absolvování sloužil na různých pozicích jako armádní důstojník. Od roku 2010 byl vedoucím oddělení pro styk s veřejností a informace výboru pro rozvoj města Rangún.

## Umělecké dílo
Hla Myint Swe se věnoval akvarelu, oleji, akrylu a fotografii. Nejznámější je svými živými kresbami tuší, zejména národních ras, ve kterých se snaží zachytit osobnost a náladu svého subjektu kresbou obličeje nebo celé postavy. Toto médium začal používat, když sloužil v armádě, protože mohl kreslit kdekoli jen s kuličkovým perem. Jeho Spiritual Soulfulness of Myanmar (1997) je sbírka esejů a fotografií z pohledu Myanmar Théraváda. Anglická verze knihy byla vydána v červnu 2008. Myanmar National Tribes je sbírka náčrtů zobrazujících oblečení a životní styl národností, jako jsou Lisu, Wa, Naga, Akha, Chin, Jingphaw, Padaung a Shan.
Pro svou sedmou knihu Buddham Dhammam Samgham: Buddhistická víra v Myanmaru, která vyšla v prosinci 2009, procestoval Hla Myint Swe Myanmar a Nepál, aby zde pořídil fotografie. V Nepálu fotografoval poutní místo Lumbini, považované za místo narození Siddharthy Gautamy, nepálského prince, který později založil buddhistickou tradici. Další fotografie ukazují buddhistické mnichy, jeptišky, chrámy a pagody a také velkolepou místní scenérii.

## Vládní pozice
Jako vedoucí oddělení pro styk s veřejností a informace výboru pro rozvoj města Yangon je také vedoucím rozhlasové stanice City FM. V únoru 2004 stanice spustila program Hello! FM, ve kterém odborníci odpovídali na otázky zaslané publikem, například na postupy, které je třeba dodržet při otevření obchodu nebo získání stavebního povolení. Jeho oddělení také vydává noviny The Monitor. Když v říjnu 2010 diskutoval o svobodě tisku, poznamenal, že „neexistuje žádná země, která by měla absolutní svobodu tisku“, a dále řekl, že „v některých situacích je správné, že některé informace nejsou zveřejněny“. Ale také poznamenal, že kvůli centralistické vládní struktuře se mnoho státních úředníků bálo mluvit s novináři, protože by proti nim bylo možné zakročit, a řekl, že to sám zažil.